# Requiem pour une tueuse
Pour plus de détails, voir Fiche technique et Distribution.
Requiem pour une tueuse est un film français réalisé par Jérôme Le Maire, sorti en 2011.

## Synopsis
Le film conte l'histoire de Lucrèce, une tueuse à gages. Celle-ci, dont l'amour de l'opéra n'a d'égal que sa maîtrise de l'art des poisons, s'apprête à remplir un « contrat » délicat en Suisse, en plein festival d'Ermeux : là, se faisant passer pour une cantatrice, elle doit assassiner un baryton britannique, Alexander Child, qui fait obstacle à un projet d'oléoduc de la British Oil ; celle-ci, déboutée en justice lors du procès qui l'opposait au baryton, n'a en effet plus d'espoir que dans le meurtre du chanteur. 
Mais Lucrèce doit affronter un adversaire de taille, car le contre-espionnage français a dépêché un agent, Rico, pour s'infiltrer lui-même dans l'orchestre et déjouer ainsi toute tentative contre la vie d'Alexander Child...

## Fiche technique
- Réalisation : Jérôme Le Gris (pseudonyme de Jérôme Le Maire)
- Scénario : Jérôme Le Gris
- Musique : Jiri Heger, Anne-Sophie Versnaeyen, Régis Vogëlène
- Photographie : Antoine Monod
- Décors : Maamar Ech-Cheikh
- Costumes : Catherine Rigault
- Montage : Claire Fieschi
- Son : Guillaume Le Braz
- Pays de production :  France
- Date de sortie :
  - France : 23 février 2011

## Distribution
- Mélanie Laurent : Lucrèce
- Clovis Cornillac : Rico
- Tchéky Karyo : L'Arménien
- Xavier Gallais : Xavier de Ferrières
- Christopher Stills : Alexander Child
- Corrado Invernizzi : Vittorio Biamonte
- Michel Fau : le chef d'orchestre
- Frédérique Tirmont : la colonel
- Johan Leysen : Van Kummant
- Julie Fuchs : Olga Babayova
- Geoffrey Bateman : le PDG « British Oil »
- Philippe Morier-Genoud : le prêtre
- Jean-Claude Dreyfus : le maître de chant
- Julien Israël : Seymour
- Bruno Flender : Ottmar
- Michel Bouis : le remplaçant d'Ottmar
- Conrad Cecil : l'ingénieur « British Oil »
- Clara Ruscon : la fille de Lucrèce
- Pascal Mottier : le barman
- Ophélie Koering : la percussionniste